# Filip Knutsson (1200-talet)
Filip Knutsson var en svensk upprorsman och son till kung Knut Långe, som 1251 var en av ledarna för det folkungauppror som slutade i slaget vid Herrevadsbro, varefter han halshöggs på Birger jarls order. 
Filip var en av tronkrävarna vid kungavalet efter kung Erik Eriksson död, men när kronan gick till Birger jarls son Valdemar flydde han tillsammans med Filip Petersson sommaren 1251 till kung Håkon Håkonsson i Norge, där de träffade en annan pretendent till den svenska kronan, Knut Magnusson (Bjälboätten). Kung Håkon gav dem dock inget stöd i kampen mot jarl Birger, och de värvade istället trupper i Tyskland och Vendland, innan de återvände till Sverige och besegrades vid Herrevadsbro, möjligen genom svek. 
I isländska källor kallas Filip för "junker", och var alltså sannolikt ogift.